# Ixora ferrea
Ixora ferrea är en måreväxtart som först beskrevs av Nikolaus Joseph von Jacquin, och fick sitt nu gällande namn av George Bentham. Ixora ferrea ingår i släktet Ixora och familjen måreväxter. Inga underarter finns listade i Catalogue of Life.